# Општина Сусени (Харгита)
Сусени (рум. Suseni) општина је у Румунији у округу Харгита.
Oпштина се налази на надморској висини од 757 m.